# Altringenberg
Altringenberg (westallgäuerisch: Aldringəberg, uf Ringəberg num) ist ein Gemeindeteil der Gemeinde Gestratz im bayerisch-schwäbischen Landkreis Lindau (Bodensee).

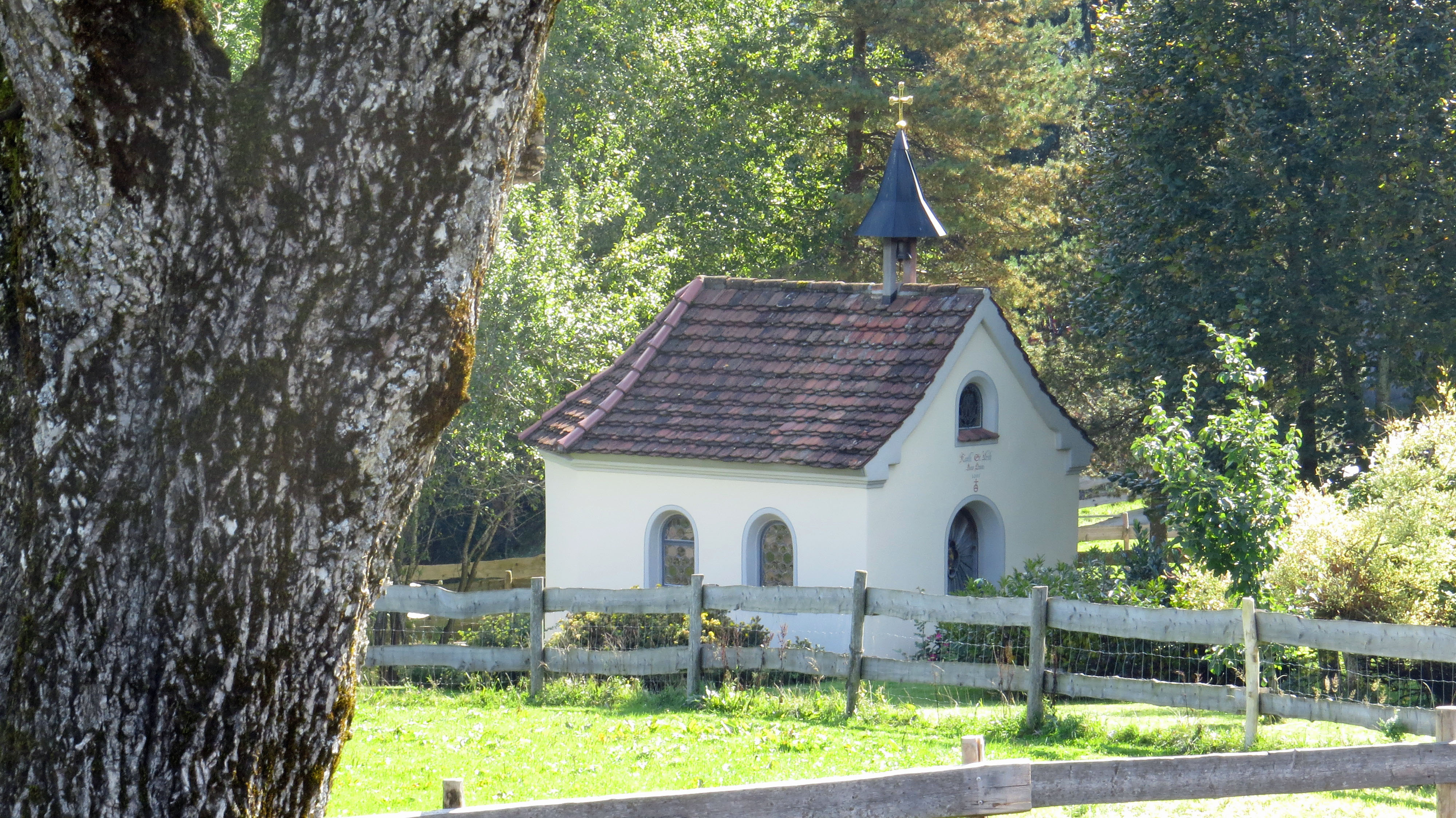
Hofkapelle in Altringenberg

## Geographie
Der Weiler liegt circa 3,5 Kilometer nordöstlich des Hauptorts Gestratz und zählt zur Region Westallgäu. Östlich des Orts verläuft die Gemeindegrenze zu Maierhöfen.

## Ortsname
Der Ortsname bezieht sich entweder auf den Personen(kurz)namen Ringe oder das mittelhochdeutsche Adjektiv ringe für klein, wenig, unbedeutend, gering. Somit würde der Ortsname entweder (Siedlung an) der Anhöhe des Ringe oder (Siedlung an) der geringen Anhöhe bedeuten.

## Geschichte
Altringenberg wurde erstmals im Jahr 1390 mit Dietz der Horwer ze Ringenberg urkundlich erwähnt. 1489 kam erstmals die Bezeichnung zu Alten Ringenberg auf. 1769 fand die Vereinödung des Orts mit vier Teilnehmern statt.

### Burg Altringenberg
Im heutigen Ort befand sich die Burg Altringenberg, die Sitz der Herrschaft Altringenberg war. Sie wurde bis um das Jahr 1230 bewohnt, ehe die Herren von Ringenberg auf die größere Burg Ringenberg umzogen. Im Jahr 1910 wurden letzte Reste der Burgruine abgebrochen.

## Denkmäler

### Baudenkmäler
Siehe: Liste der Baudenkmäler in Altringenberg

### Bodendenkmäler
- Ehemalige Burg Alt-Ringenberg, mittelalterlicher Burgstall mit Gedenkstein

Siehe: Liste der Bodendenkmäler in Gestratz